# Bartolomé de las Casas
Bartolomé de las Casas (n. 11 noiembrie 1484, Sevilla, Regatul Sevillei⁠(d), Coroana Castiliei – d. 17 iulie 1566, Madrid, Madrid⁠(d), Spania) a fost un călugăr dominican care a denunțat atrocitățile comise de autoritățile coloniale spaniole în America de Sud.